# Mangalarga marchador
Le Mangalarga marchador  est une race de chevaux, considérée comme la race nationale brésilienne. Comme tous les chevaux d'Amérique du Sud, il trouve ses origines dans les chevaux portugais importés par les colons européens, principalement des étalons Alter Real et des juments Criollo. Il ne doit pas être confondu avec le Mangalarga paulista, puisqu'il possède des allures supplémentaires.
Il existe environ 350 000 spécimens de cette race enregistrés en 2021, sans compter les chevaux nés en dehors du Brésil. 

## Dénomination
Le nom de cette race provient de la hacienda Mangalarga située à Paty do Alferes, qui a acquis des chevaux de la hacienda Campo Alegre et fait connaître ces chevaux auprès des ranchers locaux.
Ce cheval est aussi nommé, en portugais, Mangalarga Mineiro.

## Histoire
La race Mangalarga Marchador est créée dans le sud du Minas Gerais, par croisement entre des juments Criollo locales et des étalons de lignée Alter Real issus du haras d'Alter do Chão. Selon Bonnie lou Hendricks (université de l'Oklahoma), son origine remonte à 1740, lorsque João Francisco du Portugal colonise Baependi et s'y approprie les terres de ce qui deviendra la hacienda Campo Alegre. L'un de ses fils, Gabriel Francisco Junqueira, baron de Alfenas, développe réellement la race. Dom Pedro II lui fait don d'un étalon de lignée Alter Real nommé Sublime. Cet étalon est croisé avec les juments déjà présentes dans la hacienda, qui sont des Genets d'Espagne, des Criollo et des Andalouses. Les chevaux issus de ce croisement sont considérés comme les premiers représentants de la race, dont ils présentent déjà toutes les qualités, dont les allures supplémentaires ; ils sont connus sous le nom de chevaux « Sublime ».
La base de données DFAD-IS date l'origine de la race à 1812, par croisement entre la souche indigène Criollo locale et l'Alter Real.
L'association de la race, Associação Brasileira dos Criadores do Cavalo Mangalarga Marchador (ABCCMM), est fondée en 1949 à Belo Horizonte. Le registre généalogique (stud-book) est créé la même année.

## Description

### Taille et poids
Il est plus grand que les autres races sud-américaines. L'ouvrage de CAB International lui attribue une taille moyenne de 1,47  à   1,52 m. DAD-IS cite une moyenne de 1,46 m chez les femelles et de 1,52 m chez les mâles. Le minimum demandé chez les mâles est de 1,47 m, pour un maximum de 1,57 m. Pour les femelles, c'est 1,40 m au minimum et 1,54 m au maximum. 
Le poids de naissance moyen est d'environ 40 à 42 kg, pour 400 kg à l'âge adulte chez les femelles et 430 kg chez les mâles.
Les femelles sont considérées comme adultes à l'âge de trois ans, et les mâles à l'âge de deux ans. La première mise bas des femelles survient en moyenne à 47 mois.

### Morphologie

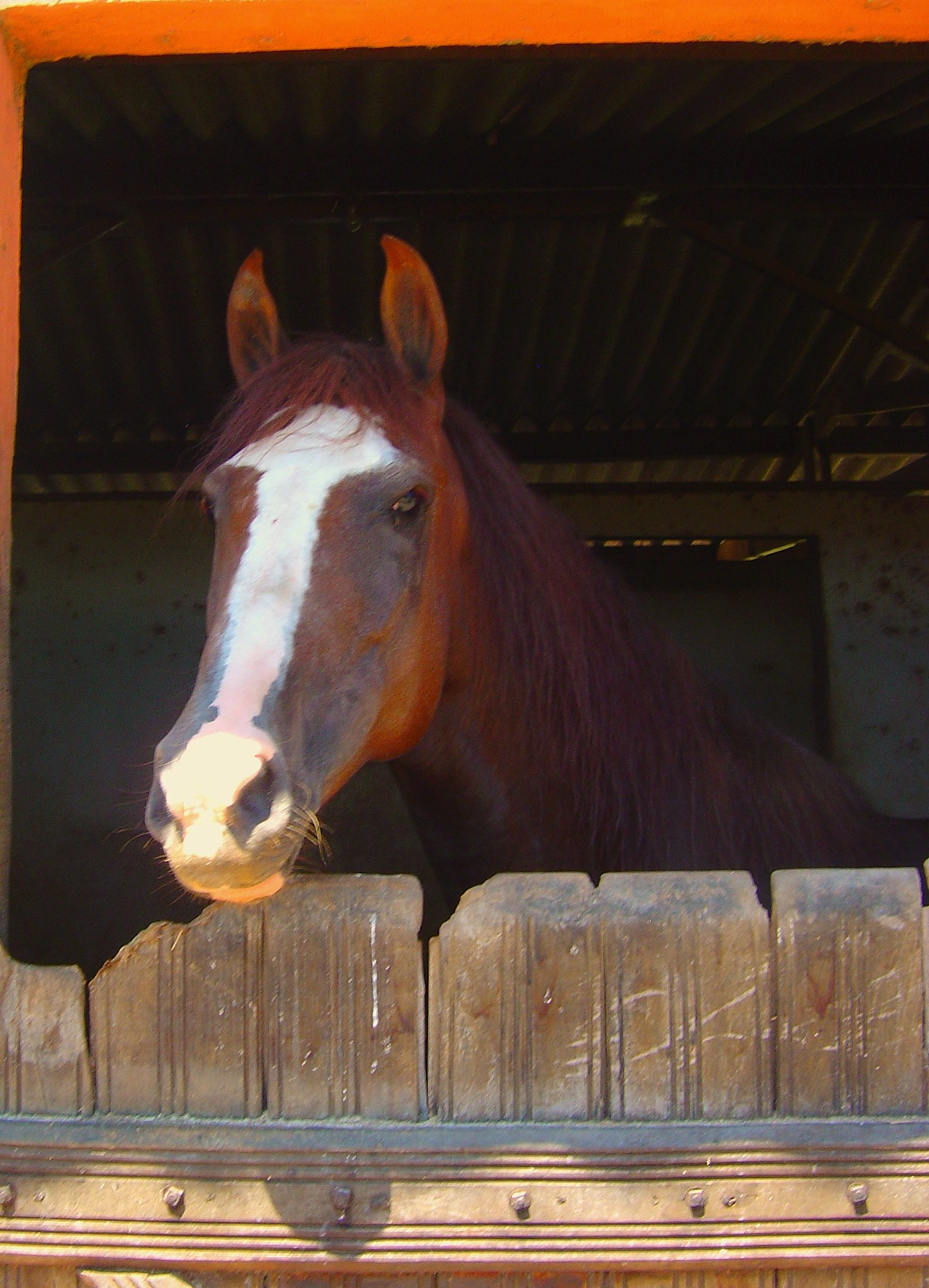
Tête d'un Mangalarga Machador alezan.

Il présente le type du cheval ibérique.
Le nez est fuselé, le front large avec de grands yeux expressifs et les oreilles sont légèrement incurvées. La croupe est souple et arrondie, le cheval musclé avec des reins larges et puissants. 
Toutes les couleurs de robes sont admises sauf l'« albinos ».
Ce cheval est réputé endurant et rustique.

### Allures
C'est un cheval d'allures. Le Mangalarga marchador a fait l'objet d'une étude visant à déterminer la présence de la mutation du gène DMRT3 à l'origine des allures supplémentaire : l'étude de 22 sujets a permis de détecter la présence de cette mutation chez 45,5 % d'entre eux, et de confirmer l’existence de chevaux avec des allures supplémentaires (la marcha) parmi la race. 
C'est une démarche hachée, avec appui bipède alterné latéralement avec diagonale, entrecoupé de moments de triple appui. Il existe trois formes de marcha : la marcha batida, la marcha picada et enfin la marcha media.

### Sélection
L'insémination artificielle est couramment utilisée pour la reproduction de cette race au Brésil.

## Utilisations

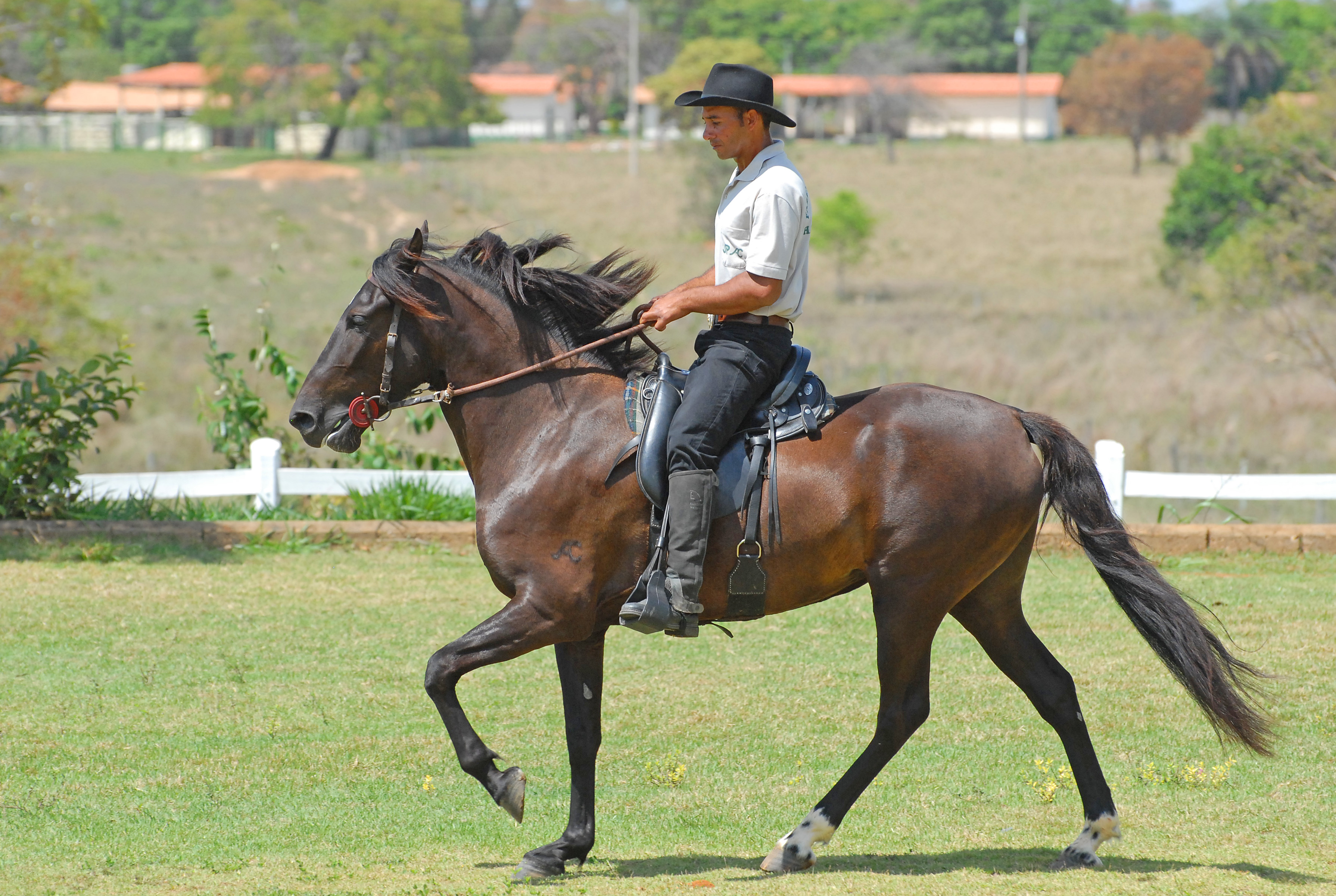
La jument Olímpia de Clarion, fille de Meirelles Jagunço, à la marcha Picada au maras Clarion de Pirapora.

C'est un cheval de selle. Il est monté pour le travail du bétail, mais aussi en équitation de loisir. 

### Croisements et hybridation
Le croisement entre un cheval de race Mangalarga marchador et un cheval de race Campolina donne un Mangolina.
Au Brésil, des juments sont croisées avec des baudets pour donner des mules.

## Diffusion de l'élevage
Le Mangalarga Marchador est classé comme une race locale brésilienne d'origine exotique.
Il est le plus populaire et le plus répandu de toutes les races de chevaux brésiliennes. De ce fait, il n'est pas menacé d'extinction.
En 2021, 334 625 chevaux de cette race sont recensés dans tout le Brésil, d'après les données de la base DAD-IS. Les données de l'Association brésilienne de la race Mangalarga Marchador de 1949 à 2000 montrent que 72,6 % des animaux proviennent du sud-est du Brésil. La plupart des sujets se trouvent dans le Minas Gerais et le São Paulo.

#### Travaux académiques
- [Costa et al. 2004] (pt) M. D. Costa, J. a. G. Bergmann, A. S. C. Resende et G. A. Martins, « Caracterização demográfica da raça Mangalarga Marchador », Arquivo Brasileiro de Medicina Veterinária e Zootecnia, vol. 56,‎ octobre 2004, p. 687–690 (ISSN 0102-0935 et 1678-4162, DOI 10.1590/S0102-09352004000500020, lire en ligne  [html], consulté le 26 décembre 2023)
- [Lage 2001] (pt) M. C. G. R. Lage, Caracterização Morfométrica, dos Aprumos e do Padrão de Deslocamento de Eqüinos da Raça Mangalarga Marchador e suas Associações com a Qualidade da Marcha, Belo Horizonte, Escola de Veterinária da UFMG (Universidade Federal de Minas Gerais), 2001